# R-15
R-15 (яп. あーるじゅうご Ару:дзюго) — серия лайт-новел, написанная Хироюки Фусими и иллюстрированная Такуей Фуямой. Первый том был опубликован издательством Kadokawa Shoten в июле 2009, а последующие — в 2011. Манга-адаптация, иллюстрированная Хаято Охаси, была опубликована по частям в журнале Shonen Ace. Аниме-сериал был впервые показан в Японии в июле 2011 года.

## Сюжет
R-15 повествует о школьнике Такэто Акутагаве, который посещает школу для гениев «Вдохновение». Такэто — гениальный романист, пишущий эротику. Несмотря на негативное отношение многих людей к нему, он стремится быть на вершине своего класса и быть признанным как самый великий писатель в мире.

### Персонажи

Слева направо: Такэто, Фукунэ, Райка, Куруми, Утаэ, Рэн, Цукуру

Такэто Акутагава (яп. 芥川 丈途 Акутагава Такэто) — гений эротической литературы. Смотрит свысока на остальных студентов, в особенности на девочек, считающих его извращенцем. Работает репортёром и интервьюером в школьной газете. Страдает носовым кровотечением, впадая в сексуальное возбуждение. Со временем людское мнение о нём меняется, и он обзаводится поклонницами: Утаэ, Райка и Фукунэ. Последняя является его объектом воздыхания. Имя Акутагава переводится как «река мусора», что является отсылкой к потоку эротических историй, создаваемых им во время вдохновения.
Сэйю: Ая Года
Фукунэ Нарукара (яп. 鳴唐 吹音 Нарукара Фукунэ) — гениальная кларнетистка. Застенчивая, но вступает с Такэто в близкие отношения после его попытки взять у неё интервью и предложений помощи в трудную минуту. Знает Такэто как писателя, но не знает, что именно он пишет. С ней затруднительно вести разговор, так как она не всегда отвечает. Имеет привычку все громко читать вслух, вплоть до повторения во сне того, что она слышит. Её отец — тоже знаменитый кларнетист. Постоянно репетирует, чтобы оправдать собственные ожидания, так что у неё почти не остается свободного времени. Впрочем, это меняется, когда она связывается с Такэто. Имя Фукунэ означает «звук духового инструмента».
Сэйю: Юрина Фукухара
Райка Мэйки (яп. 名機 来夏 Мэйки Райка) — гениальный фотограф. Вместе с Такэто работает над школьной газетой. Она любит фотографировать его в неловких ситуациях. Поскольку Такэто — её основной образец, она помогает ему в трудных ситуациях, что позволяет ей чаще находиться рядом с Такэто и больше фотографировать. Испытывает к нему тёплые чувства, потому что не знает, что тот думает о ней в извращённом виде. Она также утверждает, что они оба — уродцы, и поэтому составляют неплохую пару. Её имя — искажённое название бренда камер «Лейка Камера».
Сэйю: Мана Комацу
Куруми Куроки (яп. 黒樹 繰美 Куроки Куруми) — глава газетного кружка. Гений первого ранга, даже по меркам академии «Озарение». Обыкновенно сопровождается двумя телохранителями. Носит латексный костюм с открытым верхом. Она имеет множество секретов, поскольку не все в мире должны знать обычные люди.
Сэйю: Юи Арига
Утаэ Сонокоэ (яп. 園声 謡江 Сонокоэ Утаэ) — гениальный поп-идол. Одна из самых популярных девушек в академии. Входит в число немногих, кто не против творчества Такэто, наоборот, восторгается им за то, что тот работает в столь трудном жанре. С тех пор, как он помог ей с одной проблемой, питает к нему чувства. Пытается пригласить его на свидание, но все время терпит провал из-за своей застенчивости.
Сэйю: Нанами Касиями
Ран Мусэн (яп. 霧線 蘭 Мусэн Ран) — гениальный программист. Презирает Такэто более всех остальных студентов, называя порно-писателем. С её навыками программирования она может взломать любую правительственную систему. Рэн интересуется только девочками и ненавидит Такэто, но меняет своё отношение к нему после того, как тот спас Фукунэ от Ботан Бэни.
Сэйю: Каёко Цумита
Цукуру Кагаку (яп. 香学 創 Кагаку Цукуру) — ггениальный изобретатель. Иногда её изобретения дают сбой, что огорчает Такэто. Обычно носит белый лабораторный халат.
Сэйю: Мидори Цукимия
Рицу Энсю (яп. 円周 律 Энсю: Рицу) — гениальный математик и самый близкий друг Такэто.
Сэйю: Мадока Мураками
Ботан Бэни (яп. 紅 ぼたん Бэни Ботан) — гениальный художник-авангардист. Часто рисует на телах других учеников.
Сэйю: Иори Номидзу

## Медиа

### Лайт-новел
Серия лайт-новел была написана Хироюки Фусими с иллюстрациями Такуи Фуямы. Первый том был выпущен в июле 2009 года в Kadokawa Shoten под импринтом Kadokawa Sneaker. По состоянию на 1 июля 2011 года, выпущено 8 томов.
| №  | Заглавие                                                                               | Дата публикации      | ISBN                   |
| -- | -------------------------------------------------------------------------------------- | -------------------- | ---------------------- |
| 01 | Welcome to the Genius Academy! Ё:косо Тэнсай Гакуэн э! (ようこそ天才学園へ!)           | 1 июля 2009 года     | ISBN 978-4-04-474701-5 |
| 02 | Hello, My First Love Коннити ва, Боку но Хацукой (こんにちは、ぼくの初恋)              | 1 октября 2009 года  | ISBN 978-4-04-474702-2 |
| 03 | Nice to Meet You Love Triangle! Хадзимэмаситэ Санкаку Канкэй! (初めまして三角関係!)    | 1 января 2010 года   | ISBN 978-4-04-474703-9 |
| 04 | Traitor's Farewell Урагиримоно но Саё:нара (裏切り者のさようなら)                      | 1 июня 2010 года     | ISBN 978-4-04-474704-6 |
| 05 | Best Regards Queen's Classroom! Ёросику Дзёо:-сама но Кё:сицу! (よろしく女王様の教室!) | 1 сентября 2010 года | ISBN 978-4-04-474705-3 |
| 06 | Good Evening Academy Collapse Комбан ва Гакуэн Хо:кай (こんばんは学園崩壊)             | 1 декабря 2010 года  | ISBN 978-4-04-474706-0 |
| 07 | Thank You Girl's Secret Итадакимасу Онна но Ко но Химицу (いただきます女の子の秘密)    | 1 апреля 2011 года   | ISBN 978-4-04-474707-7 |
| 08 | Graduation Leadership Start! Соцугё: Сидо: Сута:то! (卒業指導スタート!)                | 1 июля 2011 года     | ISBN 978-4-04-474708-4 |

### Манга
Манга-адаптация, иллюстрированная Хаятой Охаси, печаталась в Shonen Ace c июня 2010 года. Первый танкобон был выпущен в том же году 26 ноября, третий — 26 июля 2011 года.

### Аниме
Аниме-адаптация, спродюсированная AIC и срежиссированная Навой Мунэнори, стала транслироваться в Японии 10 июля 2011 года. Эпизод OVA был выпущен вместе с последним томом 13 декабря 2011 года.
| №  | Название | Дата премьеры         |
| -- | --- | --------------------- |
| 01 | Welcome to Inspiration Academy! «Ё:косо Хирамэки Гакуэн э!» (ようこそ閃学園へ!)                                                       | 10 июля 2011 года     |
| 02 | An Idol, Even if I Strip! «Нуидаттэ Айдору!» (脱いだってあいどる!)                                                                    | 17 июля 2011 года     |
| 03 | I Won't Go Away, I Won't Let You Go «Ханарэнай, Ханасанай» (離れない、離さない)                                                       | 24 июля 2011 года     |
| 04 | Photo Stories «Сясин Кидан» (写真奇談)                                                                                                | 31 июля 2011 года     |
| 05 | Only Girls «Икасэ-ай но Муко: ни» (イカセ愛のムコウに)                                                                                | 7 августа 2011 года   |
| 06 | What If Inspiration Academy's Genius Manager... «Мосимо Хирамэки Гакуэн но Тэнсай манэ:дзя га...» (もしも閃学園の天才マネージャーが…) | 14 августа 2011 года  |
| 07 | Story of the Girl's Dormitory «Дзёси Рё: Моногатари» (女子寮物語)                                                                     | 21 августа 2011 года  |
| 08 | Inspiration Academy's Holiday «Хирамэки но Кю:дзицу» (ひらめきの休日)                                                                 | 28 августа 2011 года  |
| 09 | Director of X-Files «Бутё: Эккусу-файру» (部長Xファイル)                                                                              | 4 сентября 2011 года  |
| 10 | Steamy Town Elegy «Ю но Мати Эрэдзи:» (湯の町エレジー)                                                                                | 11 сентября 2011 года |
| 11 | Our Summertime Blues «Боку-тати но Сама:тайму Буру:» (ボクたちのサマータイムブルー)                                                   | 18 сентября 2011 года |
| 12 | I Love You «Дайсукида!!» (大好きだ!!)                                                                                                 | 25 сентября 2011 года |